# بالاكن
بالاكن (بالأذرية: Balakən)، (بالأوارية: Билкан)‏، (بالجورجية: ბელაქანი) هي مدينة وعاصمة مقاطعة بالاكن في أذربيجان.
اقتصاد بالاكن يعتمد جزئيا على الزراعة  وجزئيا على السياحة، وبعض المصانع.
أشهر مأكولات مطبخ بالاكن تشمل ماكسارا وكوتو وشيريتما الدجاج و الحلاوة الطحينية البالاكنية.